# Biblioteca pública Jonas Avyžius
La Biblioteca pública Jonas Avyžius (en lituà: Joniškio rajono savivaldybės J. Avyžiaus viešoji biblioteka) és una biblioteca pública de Joniškis, Lituània, fundada el 1937. Valentina Ivanovaitė va esdevenir la seva primera bibliotecària. Al principi la col·lecció de la biblioteca es componia de 600 llibres col·locats en dues habitacions. El 1940, la biblioteca pública es va traslladar a les instal·lacions prop del centre de la ciutat. Una gran quantitat de llibres es van perdre i només uns pocs llibres nous van ser rebuts. Durant la guerra, la biblioteca va ser visitada en la seva majoria per nens com un establiment alemany, alhora que adults reclutats per a treballs forçats a Alemanya es trobaven en el mateix edifici. Després de la Guerra la situació es va complicar per la falta de locals, mobles, o empleats qualificats. La biblioteca no va ser renovada fins al 1996.